# Paysandu Sport Club
Il Paysandu Sport Club è una società calcistica brasiliana di Belém, nello Stato di Pará, fondato il 2 febbraio 1914.

## Storia
Nel 1920 vinse il primo Campionato Paraense, vincendolo poi per altre 42 volte; nel 2002 vinse la Copa dos Campeões e si qualificò quindi alla Coppa Libertadores 2003, dove fu eliminato dal Boca Juniors. Nel 2005 retrocesse nel Campeonato Brasileiro Série B, e nel 2006 subì la seconda retrocessione consecutiva, finendo in Série C.

## Palmarès

### Competizioni nazionali
- Campeonato Paraense: 50  (record)

1920, 1921, 1922, 1923, 1927, 1928, 1929, 1931, 1932, 1934, 1939, 1942, 1943, 1944, 1945, 1947, 1956, 1957, 1959, 1961, 1962, 1963, 1965, 1966, 1967, 1969, 1971, 1972, 1976, 1980, 1981, 1982, 1984, 1985, 1987, 1992, 1998, 2000, 2001, 2002, 2005, 2006, 2009, 2010, 2013, 2016, 2017, 2020, 2021, 2024
- Campeonato Brasileiro Série B: 2

1991, 2001
- Copa dos Campeões: 1

2002

### Competizioni regionali
- Copa Norte: 1

2002
- Copa Verde: 5  (record)

2016, 2018, 2022, 2024, 2025

### Altri piazzamenti
- Campeonato Brasileiro Série C:

Secondo posto: 2014
- Copa Norte:

Finalista: 2001
- Copa Verde:

Finalista: 2014, 2017, 2023
Semifinalista: 2015, 2021

## Organico

### Rosa
| N. |                    | Ruolo | Calciatore      |
| -- | ------------------ | ----- | --------------- |
| 1  | Brasile (bandiera) | P     | Gabriel Leite   |
| 2  | Brasile (bandiera) | D     | Tony            |
| 3  | Brasile (bandiera) | D     | Wesley Matos    |
| 4  | Brasile (bandiera) | C     | Anderson Uchôa  |
| 5  | Brasile (bandiera) | D     | Bruno Collaço   |
| 8  | Brasile (bandiera) | C     | Alex Maranhão   |
| 10 | Brasile (bandiera) | A     | Vinícius Leite  |
| 11 | Brasile (bandiera) | A     | Nicolas         |
| 12 | Brasile (bandiera) | P     | Afonso          |
| 17 | Brasile (bandiera) | A     | Erik Bessa      |
| 20 | Brasile (bandiera) | C     | Juninho         |
| 22 | Brasile (bandiera) | C     | Yure            |
| 23 | Brasile (bandiera) | P     | Paulo Ricardo   |
| 25 | Brasile (bandiera) | C     | Wellington Reis |
| 26 | Brasile (bandiera) | D     | Perema          |
| 30 | Brasile (bandiera) | A     | Elielton        |

| N. |                    | Ruolo | Calciatore      |
| -- | ------------------ | ----- | --------------- |
| 31 | Brasile (bandiera) | D     | Netinho         |
| 34 | Brasile (bandiera) | D     | Micael          |
| 35 | Brasile (bandiera) | P     | Adaílton        |
| 36 | Brasile (bandiera) | D     | Diego Matos     |
| 37 | Brasile (bandiera) | A     | Flávio          |
| 38 | Brasile (bandiera) | C     | Victor Diniz    |
| 44 | Brasile (bandiera) | D     | Kerve           |
| 55 | Brasile (bandiera) | C     | PH              |
| 77 | Brasile (bandiera) | A     | Mateus Anderson |
| 88 | Brasile (bandiera) | C     | Serginho        |
| 89 | Brasile (bandiera) | A     | Deivid Souza    |
| 94 | Brasile (bandiera) | A     | Uilliam         |
| 96 | Brasile (bandiera) | C     | Luiz Felipe     |
| 98 | Brasile (bandiera) | C     | Alan Calbergue  |
| 99 | Brasile (bandiera) | A     | Marco Antônio   |
|    | Brasile (bandiera) | C     | Rossi           |